# NGC 4118
NGC 4118 is een spiraalvormig sterrenstelsel in het sterrenbeeld Jachthonden. Het hemelobject werd op 20 april 1857 ontdekt door de Ierse astronoom William Parsons.

## Synoniemen
- MCG 7-25-28
- ZWG 215.30
- PGC 38507